# تخماق (ازبکستان)
تخماق (به ازبکی: Tokmak) یک منطقهٔ مسکونی در ازبکستان است.